# Stelvoet
Een stelvoet is een machineonderdeel dat wordt toegepast om constructies, machines, apparaten, enzovoorts stabiel en trillingsvrij op te stellen. De stelvoet bestaat uit (ten minste) twee onderdelen: een voet en een spindel. De spindel heeft een kogelkop die in de voet wordt geplaatst via een pers of bankschroef. Er zijn verschillende diameters, belastingen, materialen en andere kenmerken die samen wel of niet geschikt zijn voor een bepaalde toepassing.

## Meest voorkomende materialen
- roestvrij staal (rvs)
- kunststof
- verzinkt staal

## Toepassingen
- Machineframes algemene machinebouw
- Machines voor de voedselindustrie
- Aluminium profielconstructies
- Buisconstructies
- Transportsystemen
- Afschermingen
- Werktafels
- Apparaten
- Meubelindustrie
- Bouw

## Voornaamste functies
StabiliteitGoed toegepaste stelvoeten zorgen voor stabiele plaatsing, zelfs bij een niet vlakke vloer. Een vlak gaat door 3 punten. Als er sprake is van meer montagepunten dan kunnen deze aanvullend spelingvrij tegen de vloer gesteld worden. Bij de meeste stelvoeten kan de voetbasis hoekverdraaiing compenseren zodat de voetplaat zich netjes vlak tegen het vloervlak bevindt.
Dempen van trillingenSpecifieke types van stelvoeten zijn voorzien van een rubber inlegdeel. Deze voeten helpen om eventuele trillingen te dempen.
Voorkomen van ongewenst verschuivenDoor het toepassen van specifieke types stelvoeten met rubber inlegdeel wordt door wrijving grip op de vloer gekregen en verschuift de constructie minder snel.
Gemakkelijk verplaatsenIn sommige gevallen waarbij verplaatsen regelmatig voorkomt is het juist gewenst dan een constructie makkelijk te verschuiven is. Door het toepassen van specifieke types stelvoeten met een gladde kunststof onderzijde met lage wrijving wordt het verplaatsen vergemakkelijkt.